# São Geraldo da Piedade
São Geraldo da Piedade es un municipio brasileño del estado de Minas Gerais. Su población estimada en 2004 era de 4.990 habitantes.